# Little Things (canción de One Direction)
«Little Things» —en español: pequeñas cosas— es una canción interpretada por la boy band británica-irlandesa One Direction, perteneciente a su segundo álbum de estudio Take Me Home, de 2012. El cantautor Ed Sheeran la compuso junto a Fiona Bevan, mientras que Jake Gosling la produjo. Sheeran explicó a MTV que la escribió junto a Bevan cuando tenía 17 años y que luego ambos la perdieron. Sin embargo, añadió que en agosto de 2012 ella se la envió un día que él se encontraba con One Direction en un estudio de grabación y debido a que al grupo le gustó, decidió regalárselas. «Little Things» pudo ser escuchada a partir del 29 de octubre de 2012 cuando el quinteto publicó el audio en su cuenta de VEVO en YouTube. Ese mismo día, las radios también comenzaron a reproducirla.
Por otra parte, la canción recibió comentarios tanto positivos como negativos por parte de los críticos musicales. Grady Smith de Entertainment Weekly dijo que es «insidiosa», mientras que Amy Sciarretto de PopCrush comentó que es «dulce». Comercialmente, alcanzó el puesto número 1 en el Reino Unido y el 2 en Nueva Zelanda e Irlanda. Para promoverla, One Direction publicó un videoclip dirigido por Vaughan Arnell el 2 de noviembre de 2012 en su cuenta de VEVO. Además, la interpretaron en distintos lugares como The X Factor y The Ellen DeGeneres Show. Artistas como el dúo Jedward y Ed Sheeran realizaron sus propias versiones de «Little Things». Además, ganó en los Teen Choice Awards de 2013 como mejor canción de amor.

## Antecedentes y composición
El 15 de octubre de 2012, Louis Tomlinson confirmó vía Twitter que el segundo sencillo de Take Me Home sería «Little Things». Cuando se dio la noticia de que el cantautor británico Ed Sheeran había compuesto la canción, comenzaron a circular rumores de una posible colaboración entre él y One Direction. Sin embargo, Sheeran aclaró que: «Escribí esa [canción] hace aproximadamente cuatro años y ellos me la pidieron, así que ahora la tienen... Pero claro, no conmigo colaborando». Cuatro días más tarde, en una entrevista con MTV, explicó que «Little Things» expresa un agradecimiento a una de sus exnovias y añadió que: 

«Era una canción escrita acerca de las mejores cosas de alguien, algo así como las cosas que no te esperas. Tendrás que escucharla. Realmente no puedo decir mucho porque es su álbum. Quiero que ellos sean los primeros en anunciarlo y esas cosas [...] Tuve una terrible novia a los 17 años... Era especial. Incluso mi álbum es más o menos acerca de ella. Así que dio lugar a un montón de canciones».

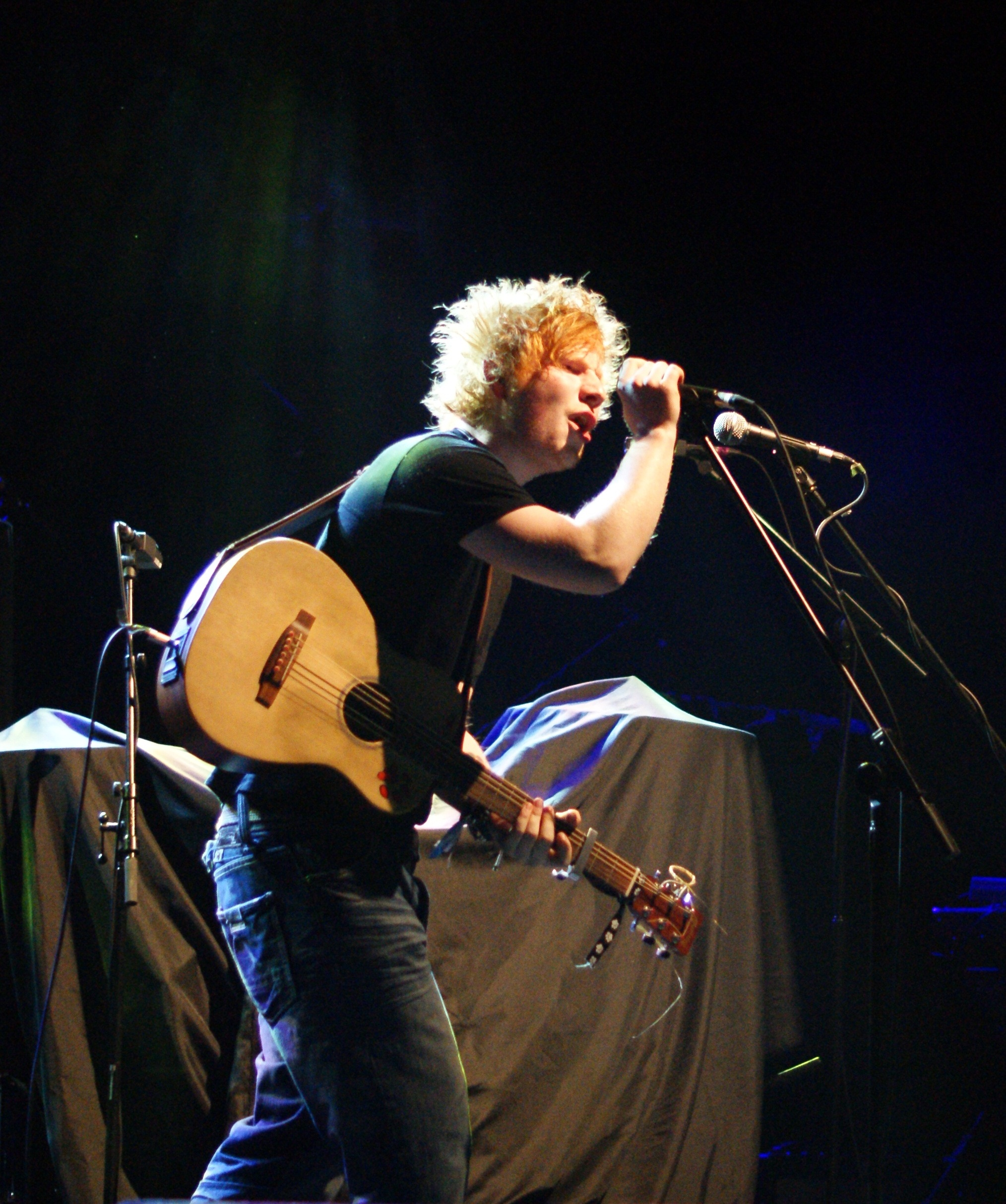
Ed Sheeran compuso la canción cuando tenía 17 años de edad.

Luego, en una entrevista con la radio británica Capital FM, dijo que la escribió junto a una chica llamada Fiona Bevan cuando tenía 17 años, pero que después la perdieron. No obstante, agregó que en agosto de 2012 ella se la envió un día que él se encontraba con el grupo en un estudio de grabación, Sheeran se las reprodujo y el quinteto dijo que realmente les gustaba, por lo que decidió regalárselas. «Little Things» es una balada pop acústica simple que solo cuenta con una guitarra como acompañamiento. Su producción musical quedó a cargo de Jake Gosling, quien anteriormente había trabajado con Sheeran en distintos temas.
Líricamente, trata sobre estar enamorado de alguien, y muestra un lado más maduro y conmovedor del grupo. En la pista, cada miembro de la banda le dice a su respectiva pareja por qué la aman y también les declaran su amor eterno. En resumen, cada uno canta acerca de cómo las pequeñas cosas que hace y sus inseguridades conforman a la persona que aman. Emily Exton de PopDust dijo que «"Little Things" demuestra que la atracción inicial puede soportar el tiempo, e incluso fortalecerse». Bob Ross de HD Smoke explicó que: «¡Directioners, sus defectos son hermosos! Eso es lo que Harry Styles, Zayn Malik, Liam Payne, Niall Horan y Louis Tomlinson quieren que sepan». ´
El 29 de octubre de 2012, día en el que estaba previsto su lanzamiento radial, la banda publicó el audio del tema en su cuenta de VEVO. De acuerdo con la partitura publicada por Sony/ATV Music Publishing en el sitio web Musicnotes, la canción tiene un tempo vivace de 110 pulsaciones por minuto y está compuesta en la tonalidad de sol mayor. El registro vocal de los miembros de la banda se extiende desde la nota la mayor hasta la re mayor.

## Recepción

### Comentarios de la crítica
«Little Things» recibió comentarios positivos y negativos por parte de los críticos musicales. Grady Smith de Entertainment Weekly habló negativamente de la canción y dijo que es «insidiosa». Sam Lansky de Idolator.com comentó que: «"Little Things" suena más como una canción de Ed Sheeran que de One Direction, pero en el buen sentido [...] Dada la gran cantidad de seguidores que tiene 1D a nivel mundial (y el éxito de "Live While We're Young"), no se sorprenda cuando la canción domine las radios y iTunes». Amy Sciarretto de PopCrush la calificó con cuatro estrellas de cinco y escribió que:

«Es una canción dulce que dejará a todas las directioners deseando que su miembro favorito del quinteto se las cante [...] La letra es muy íntima, detallando las arrugas de los ojos, los hoyuelos de la parte trasera de sus columnas vertebrales y su amor para el té de la noche. En el estribillo, 1D declaran que están enamorados de ella [...] La canción va tan profunda que alcanza la médula, no es un rasgo normalmente asociado a bandas juveniles [...] Durante los últimos 20 segundos, los muchachos armonizan gloriosamente en esta deliciosamente soñolienta canción [...] No te va a hacer bailar, pero es posible que se sienta amado y que es igual de importante, especialmente cuando tienes 15».

El escritor Donovan de Homorazzi señaló que: «Es una faceta diferente a lo que hemos visto anteriormente de la boy band británica. Es una hermosa balada sincera [...] La guitarra de acompañamiento recuerda baladas clásicas como "More Than Words" de Extreme y "Nobody Knows" de The Tony Rich Project». Emily Exton de PopDust aseguró que «el elemento más notable de la última pista de 1D es la transformación de cada una de sus voces». El sitio Celebuzz escribió que: «En realidad, la canción acústica suena más a un lado B del disco debut de Sheeran que a una canción de 1D». Bill Lamb de About.com le dio una calificación de dos estrellas y media sobre cinco y expresó que «es hermosa» y tiene una «bella producción», pero sostuvo que su letra no es favorable para un público preadolescente.

### Recibimiento comercial

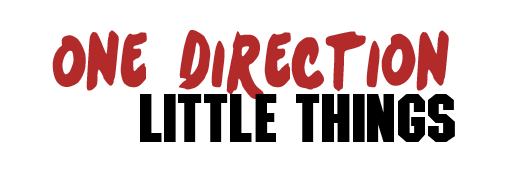
Composición de créditos para la canción.

«Little Things» contó con una buena recepción comercial en parte de Europa y Oceanía. En el Reino Unido, alcanzó el número uno del UK Singles Chart en la semana del 24 de noviembre de 2012, lo que lo convirtió en el segundo sencillo del grupo que lo logra desde «What Makes You Beautiful», y el primero del 2012. Además, evitó que canciones como «Locked Out of Heaven» de Bruno Mars y «DNA» de Little Mix debutaran en dicha posición. Hasta agosto de 2015, la canción ha vendido 518 000 copias en el Reino Unido, siendo la tercera canción más vendida de la agrupación en dicho país. Simultáneamente, logró la misma posición en Escocia. Por su parte, en Irlanda llegó al segundo puesto debido a que «Beneath Your Beautiful» de Labrinth y Emeli Sandé se mantuvo por segunda semana consecutiva en dicha posición. En Dinamarca y Suecia alcanzó los lugares veintitrés y veintisiete. Sin embargo, en países como Alemania, Austria, Francia y Suiza ni siquiera pudo entrar al top treinta de sus listas. En la región flamenca de Bélgica alcanzó el puesto treinta.
En cuanto a países oceánicos, en Australia debutó en el noveno puesto del Australian Singles Chart. Unas semanas después, recibió tres disco de platino de parte de la ARIA por vender 210 000 copias en el país. En Nueva Zelanda, debutó en el número dos de su conteo semanal, lo que lo convirtió en el tercer sencillo del quinteto que ingresa al top cinco, detrás de «Live While We're Young» y «What Makes You Beautiful», que ocuparon los lugares uno y dos, respectivamente. Su éxito fue menor en Norteamérica. En los Estados Unidos logró el puesto cuarenta y uno en el Billboard Hot 100, el dieciocho en Pop Songs y el seis en Digital Songs, mientras que en Canadá alcanzó el veinte en el Canadian Hot 100. Para inicios de enero de 2013, había vendido un total de 502 000 copias en los Estados Unidos. Tras superar el millón de ejemplares vendidos, la RIAA lo certificó con un disco de platino.

## Promoción

### Vídeo musical
El 15 de octubre de 2012, Louis Tomlinson confirmó vía Twitter que el vídeo musical de la canción ya estaba siendo filmado. El mismo día, Niall Horan publicó que: «Estamos en medio del rodaje para "Little Things" ¡Todo va bien!». Al día siguiente, Zayn Malik contó que: «¡La grabación de ayer para el vídeo de "Little Things" fue muy divertida!». El día que la banda publicó el audio del sencillo en YouTube, comenzaron una cuenta regresiva para su estreno subiendo pequeños adelantos protagonizados por cada miembro del quinteto en donde se los veía grabándolo. Al ser subido el último adelanto, el grupo publicó oficialmente el videoclip el 2 de noviembre de 2012 en su cuenta de VEVO. El británico Vaughan Arnell fue el encargado de dirigir el vídeo, el cual cuenta con una duración de tres minutos con treinta y ocho segundos.
A diferencia de los anteriores trabajos del grupo, todo el videoclip está a blanco y negro. Este empieza con el quinteto ingresando a un estudio de grabación y comenzando a instalarse en él. Cada uno entra por separado al salón de grabación para cantar su parte de la canción. Durante esto, hay una serie de escenas intercaladas que muestran a cada miembro en diferentes lugares del estudio, como el salón de instrumentos y de mezcla. En otra escena están todos sentados en círculo cantando y riendo. Finalmente, todo acaba con un corte de esta última escena. El vídeo tuvo buenos comentarios desde su lanzamiento. Sam Lansky de Idolator.com lo describió como «dulce y suave». Lucas Villa de Examiner.com dijo que es «minimalista». Meaghan Fleming de The Celebrity Cafe comentó que es «sencillo» y que se ajusta a la canción. El periódico The Huffington Post publicó que «acompaña perfectamente la letra de la dulce canción». El bloguero Perez Hilton señaló que es «sencillo», «dulce», «íntimo» y «romántico». Desde su publicación en YouTube, ha recibido más de 120 millones de visitas en el sitio.

### Presentaciones en vivo
El 8 de noviembre, la banda interpretó la canción por primera vez en la segunda temporada de The X Factor junto a «Live While We're Young». Dos días más tarde, fueron al programa The Ellen DeGeneres Show para cantarla nuevamente junto a «What Makes You Beautiful», «One Thing» y «Live While We're Young». El 13 de noviembre realizaron un concierto para el programa matutino Today Show en el Rockefeller Center de Nueva York con una multitud de 15 000 personas. Allí, cantaron su sencillo debut «What Makes You Beautiful», y los tres primeros sencillos de Take Me Home, «Live While We're Young», «Little Things» y «Kiss You». El 16 de noviembre, asistieron al evento Children In Need 2012 para ayudar a recaudar fondos y así brindar apoyo a los niños marginados. El quinteto abrió el show cantando «Live While We're Young». Después, retomaron el escenario e interpretaron «Little Things». El 19 de noviembre, la presentaron en el Royal Variety Performance para la Familia Real Británica. El 30 de noviembre y el día posterior, realizaron dos conciertos en la Mohegan Sun Arena de Uncasville, Connecticut, donde interpretaron un total de dieciocho temas, entre estos, «Little Things». El 3 de diciembre dieron un espectáculo igual en el Madison Square Garden. También ha sido interpretada en sus giras Take Me Home Tour y Where We Are Tour.

## Posicionamiento en listas

### Semanales
| Alemania          | German Singles Chart      | 89 |
| Australia         | Australian Singles Chart  | 9  |
| Austria           | Austrian Singles Chart    | 43 |
| Bélgica (Flandes) | Ultratop 50               | 30 |
| Canadá            | Canadian Hot 100          | 20 |
| Dinamarca         | Danish Singles Chart      | 23 |
| Escocia           | Scottish Singles Chart    | 1  |
| Eslovaquia        | Radio Top 100 Chart       | 39 |
| Estados Unidos    | Billboard Hot 100         | 33 |
| Estados Unidos    | Pop Songs                 | 18 |
| Estados Unidos    | Digital Songs             | 6  |
| Estados Unidos    | Radio Songs               | 59 |
| Francia           | French Singles Chart      | 58 |
| Irlanda           | Irish Singles Chart       | 2  |
| Nueva Zelanda     | New Zealand Singles Chart | 2  |
| Reino Unido       | UK Singles Chart          | 1  |
| Suecia            | Swedish Singles Chart     | 27 |
| Suiza             | Swiss Singles Chart       | 38 |

### Sucesión en listas
| Predecesor: «Candy» de Robbie Williams | Scottish Singles Chart — Sencillo número uno 18 de noviembre de 2012 — 25 de noviembre de 2012 | Sucesor: «Troublemaker» de Olly Murs con Flo Rida |
| Predecesor: «Candy» de Robbie Williams | UK Singles Chart — Sencillo número uno 18 de noviembre de 2012 — 25 de noviembre de 2012       | Sucesor: «Troublemaker» de Olly Murs con Flo Rida |

### Anuales
| Reino Unido | UK Singles Chart | 65 |

### Certificaciones
| País           | Organismo certificador | Certificación | Simbolización | Ref.   |
| -------------- | ---------------------- | ------------- | ------------- | ------ |
| Australia      | ARIA                   | 3× Platino    | 3▲            | [ 42 ] |
| Canadá         | CRIA                   | Platino       | ▲             | [ 71 ] |
| Dinamarca      | IFPI — Dinamarca       | Platino       | ▲             | [ 72 ] |
| Estados Unidos | RIAA                   | Platino       | ▲             | [ 45 ] |
| Noruega        | IFPI — Noruega         | 2× Platino    | 2▲            | [ 73 ] |
| Nueva Zelanda  | RIANZ                  | Oro           | ●             | [ 74 ] |
| Reino Unido    | BPI                    | Oro           | ●             | [ 75 ] |
| Suecia         | GLF                    | Platino       | ▲             | [ 76 ] |

## Créditos y personal
- Voz: One Direction.
- Composición: Ed Sheeran y Fiona Bevan.
- Producción: Jake Gosling.

Fuentes: MTV y The Hits Radio.